# HMS Kenya
L'HMS Kenya (Pennant number 14) unica nave della Royal Navy britannica a portare il nome della allora colonia africana, è stata un incrociatore leggero della classe Crown Colony, tipo Fiji. Costruita nei cantieri Alexander Stephen and Son di Glasgow, venne impostata il 18 giugno 1938, varata 18 agosto 1939 ed entrò in servizio il 27 settembre 1940, in piena seconda guerra mondiale.

## Servizio

### Con laHome Fleet: 1940-42
Al momento dell'ingresso in servizio l'unità venne aggregata alla Home Fleet con base a Scapa Flow, partecipando a partire dal 7 ottobre seguente alla scorta al convoglio WS3 diretto a Freetown, in Sierra Leone. Tornata dalla missione di scorta, il 17 novembre venne assegnata al 10º Squadrone Incrociatori, rimanendo poi in cantiere a Devonport per lavori di routine tra il 10 ed il 25 dicembre, giorno in cui venne inviata d'urgenza in aiuto al convoglio WS5A, attaccato di sorpresa dall'incrociatore pesante tedesco Admiral Hipper. Il giorno successivo prestò assistenza alla SS Empire Trooper danneggiata dal fuoco della nave nemica, scortandola prima verso le isole Azzorre e poi a Gibilterra, dove giunse il 4 gennaio 1941. Tornata in patria scortando un convoglio di ritorno da Freetown, giunse a Greenock il 30 del mese, venendo assegnata alla scorta ai convogli oceanici.
Nel mese di febbraio fu occupata nella scorta a una serie di convogli facendo tappa a Gibilterra il 22 del mese. Il 10 marzo attaccò un sommergibile italiano individuato in superficie, costringendolo ad immergersi con il fuoco delle armi secondarie. Una settimana dopo prese parte insieme alla portaerei Ark Royal e all'incrociatore da battaglia Renown alla scorta al convoglio SL67, ritenuto possibile preda delle "corazzate tascabili" tedesche Scharnhorst e Gneisenau. La minaccia delle unità di superficie non si materializzò, mentre cinque mercantili del convoglio vennero affondati dagli U-Boot U-105 e U-124. Il 15 aprile venne sollevata dai compiti di scorta ai convogli e inviata a Scapa Flow, venendo quindi assegnata a compiti di pattugliamento delle acque a Nord ovest delle isole britanniche. Dall'8 maggio fornì copertura alle unità del Primo Squadrone posamine impegnate nel posizionamento di un ampio sbarramento verso il Mare del Nord.
Il 22 maggio salpò insieme ad un ampio spiegamento di forze composto dalla nave da battaglia King George V, dalla portaerei Victorious e dagli incrociatori Galatea, Hermione e Aurora con una scorta di sette cacciatorpediniere per intercettare la Bismarck, in navigazione con l'obiettivo di attaccare i convogli nell'Atlantico settentrionale. Dopo l'affondamento della Hood nella battaglia dello Stretto di Danimarca partecipò alla scorta alla Victorious insieme alla Hermione, all'Aurora non partecipando quindi in prima linea alla caccia alla Bismarck. Dopo l'affondamento della nave da battaglia nemica, fece rotta per l'Islanda per rifornirsi di carburante, prendendo parte insieme alla Aurora a partire dal 30 maggio ad un pattugliamento delle coste della Groenlandia in cerca di navi appoggio nemiche. Il giorno successivo vennero recuperati i superstiti del carco Marconi affondato da un sommergibile cinque giorni prima.
Il 3 giugno venne intercettata la nave di supporto per sommergibili Belchen, in procinto di rifornire l'U-93. Attaccata con le armi principali, la nave fu presto preda di un incendio, mentre la Aurora ne completò la distruzione con un siluro. Dal 16 giugno fornì copertura a nuove missioni di posa di campi minati nello stretto di Danimarca, entrando in collisione con il cacciatorpediniere Brighton il 25. I danni furono leggeri sul fianco destro al lato della torretta B, mentre il cacciatorpediniere dovette essere rimorchiato in Islanda per riparazioni temporanee alla prua. Tornata in patria, venne dislocata a Rosyth in attesa di riparazioni, entrando quindi in cantiere il 28 luglio seguente. Durante i lavori venne anche installato il radar Type 271 per l'individuazione di navi di superficie, mentre per aumentare la difesa antiaerea a corto raggio vennero installate due nuove mitragliere Oerlikon da 20 mm. Uscita dal cantiere alla fine di agosto, riprese il servizio dalla base di Scapa Flow.
La prima missione del mese di settembre vide impegnata la Kenya nella scorta ad un'operazione di posa di mine nei pressi della costa norvegese, nella zona di Stadlandet. Dal 17 settembre venne deciso l'impiego dell'unità in un'operazione di rifornimento dell'isola di Malta, come nave di bandiera dell'ammiraglio Harold Burrough. Imbarcato personale di terra della RAF, salpò quindi per Gibilterra insieme alle navi da battaglia Nelson, Rodney e Prince of Wales, agli incrociatori Edinburgh, Sheffield ed Euryalus e a una scorta di cacciatorpediniere. Dal 24 settembre iniziò quindi la traversata del Mediterraneo occidentale e dello stretto di Sicilia, durante la quale il convoglio venne attaccato da forze aeree e motosiluranti italiane. Ulteriore copertura ai mercantili venne fornita dalle navi della Forza H. Il 28, conclusa con successo la missione, tornò insieme alle unità di scorta a Gibilterra, dove giunse il 30 settembre. Dal giorno successivo venne impiegata insieme alla Sheffield nella caccia alla nave supporto tedesca Kota Pinang, avvistata in uscita da Bordeaux. Il 3 ottobre l'unità nemica venne individuata e affondata con l'armamento principale e i siluri. Dall'8 entrò in cantiere per delle riparazioni minori rese necessarie a seguito di danni riportati in condizioni meteorologiche avverse. Tornata quindi a Scapa Flow, dal 31 ottobre iniziò insieme a due cacciatorpediniere un pattugliamento al largo dell'Islanda.
Il 6 novembre trasportò il generale sovietico Gromoff e altri ufficiali di stato maggiore in Islanda per il successivo trasferimento via nave a Murmansk. Dal 9 novembre prese parte alla scorta al convoglio artico PQ3, durante il quale un uomo dell'equipaggio risultò disperso in mare per il maltempo. Giunta a destinazione e sbarcati i passeggeri, dal 21 novembre prese parte a una missione di pattugliamento delle coste all'estremo nord est della Norvegia insieme ai cacciatorpediniere sovietici Gromki e Gremyashi, oltre ai britannici Bedouin e Intrepid. Quattro giorni dopo prese parte al bombardamento delle isole di Vardø e Hornoy. Dal 28 novembre prese quindi parte alla scorta al convoglio di ritorno QP4, giungendo a Rosyth il 6 dicembre successivo.
Entrata in cantiere per l'installazione di tubi di vapore per ridurre gli effetti delle temperature artiche sulle apparecchiature de ponte di comando, ricevette anche i nuovi radar Type 284 per i pezzi principali e Type 283 in sostituzione del precedente Type 271. Dal 24 dicembre prese parte all'Operazione Archery, lo sbarco di due squadre di commando a Vågsøy e Malloy insieme a quattro cacciatorpediniere e due navi da sbarco per fanteria. Il giorno successivo fu costretta a cercare riparo a Sullom Voe, nelle isole Shetland a causa del maltempo che costrinse a rimandare l'intera operazione di 24 ore. Il 27 dicembre appoggiò quindi gli sbarchi dei commando britannici e norvegesi sull'obiettivo, aprendo il fuoco contro batterie di terra e venendo leggermente danneggiata. Il giorno successivo, a missione conclusa, giunse a Scapa Flow con a bordo circa 70 cittadini norvegesi intenzionati ad arruolarsi nelle Forze norvegesi libere. Dopo aver ricevuto le riparazioni necessarie, partecipò dal 17 gennaio 1942 alla caccia alla nave da battaglia tedesca Tirpitz, ritenuta in navigazione nel Mare del Nord, insieme agli incrociatori Sheffield e Suffolk. Dopo un'ulteriore crociera di pattugliamento insieme alla Nigeria tornò quindi alla base, venendo poi assegnata permanentemente al pattugliamento delle acque tra l'Islanda e le Isole Fær Øer, con compiti anche di scorta alle attività dei posamine.
Dal 3 marzo prese parte insieme ad un forte gruppo di unità della Home Fleet alla scorta al convoglio artico PQ12 e al convoglio di ritorno QP8, giungendo nei pressi della penisola di Kola il 12 successivo. Il 22 marzo salpò quindi per tornare in patria da sola trasportando dieci tonnellate di lingotti d'oro, giungendo a Scapa Flow il 29. Nel mese di aprile fu impiegata nuovamente nella scorta a distanza ad un convoglio artico, composta questa volta anche da unità della US Navy. In giugno venne decisa la partecipazione della Kenya all'Operazione Harpoon, importante missione di soccorso all'isola di Malta sfociata poi nella cosiddetta battaglia di mezzo giugno.
L'11 giugno raggiunse Gibilterra insieme alla nave da battaglia Malaya, alle portaerei Argus e Eagle e agli incrociatori Liverpool, Charybdis e a otto cacciatorpediniere. Oltre a queste unità, denominate "Forza W", anche la "Forza X", composta dall'incrociatore Cairo e da nove cacciatorpediniere era incaricata della scorta al convoglio diretto a Malta. Il 14 giugno le navi vennero attaccate violentemente dall'aviazione italiana e tedesca, la Liverpool fu costretta a tornare a Gibilterra a rimorchio. Il 18 giugno tornò a Gibilterra senza aver subito alcun danno ritornando poi in patria per riprendere servizio nella Home Fleet. Dopo poche settimane di servizio in Islanda la nave venne nuovamente designata per partecipare alla scorta ad un nuovo convoglio di rifornimenti e armi per Malta, denominato Operazione Pedestal.

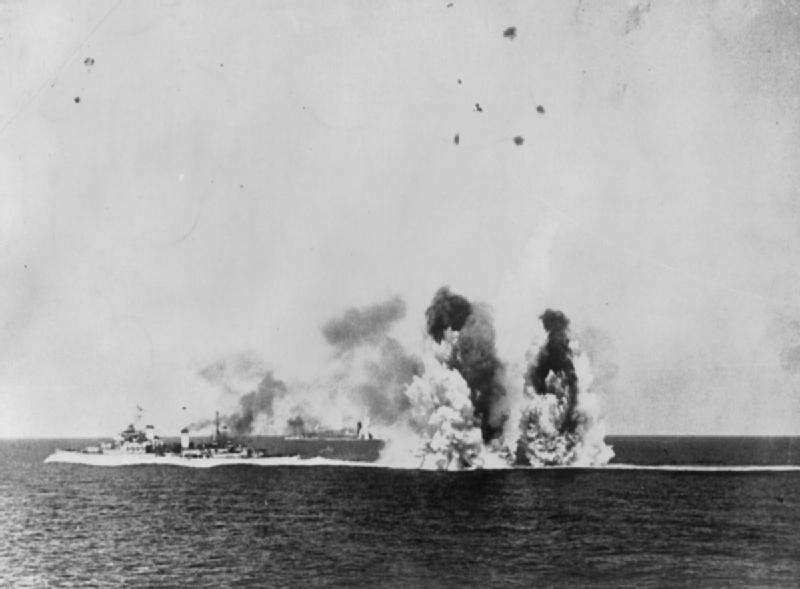
La Kenya sotto attacco il 12 agosto 1942

Giunta a Gibilterra insieme a una forte scorta composta di unità della Forze H, X e Z, il 10 agosto iniziò la crociera verso lo stretto di Sicilia, come nave capofila della colonna di destra. Dal giorno successivo iniziarono i violenti attacchi dell'aeronautica e dei MAS dell'Asse, che affondarono la portaerei Eagle. Il convoglio venne anche attaccato da un gruppo di circa dieci sommergibili italiani, che affondarono l'incrociatore Cairo e costrinsero la Nigeria a tornare a Gibilterra, lasciando alla Kenya il compito di difendere le navi mercantili rimaste. Il 12 agosto venne colpita a prua da un siluro lanciato dal sommergibile Alagi, riuscendo però a rimanere operativa. Il giorno successivo venne affondato anche l'incrociatore Manchester, mentre una bomba caduta a poppa danneggiò leggermente una delle eliche. Il 14 agosto venne nuovamente danneggiata in maniera leggera da una bomba esplosa in acqua nei pressi dello scafo, giungendo finalmente a Gibilterra il 15 per venire sottoposta a riparazioni temporanee prima del ritorno in patria.
Giunta a Scapa Flow il 25 agosto dopo aver perso in mare le strutture provvisorie di prua, entrò nel cantiere civile di South Shields per le riparazioni definitive. Durante i lavori, che si prolungarono fino al mese di dicembre 1942, vennero anche installati i più moderni radar Type 282 per il controllo fuoco e Type 285 per le armi antiaeree, mentre vennero rimossi gli aerei imbarcati e le relative gru. Le difese antiaere vennero anche ulteriormente aumentate con l'installazione di sei nuove mitragliere Oerlikon. Nel gennaio 1943 venne infine deciso di trasferire l'unità nella Eastern Fleet.

### Con laEastern Fleet: 1943-45
Dopo i lavori necessari, salpò il 12 marzo dirigendosi a Gibilterra insieme a un convoglio in partenza. Il 22 riprese il mare per scortare un convoglio da Freetown a Città del Capo. La scorta al convoglio, denominato WS28 e diretto in Medio Oriente con a bordo truppe e rifornimenti, era composta anche dai cacciatorpediniere Quadrant e Redoubt. Il 25 aprile, dopo aver scortato le navi tra trasporto anche nell'Oceano Indiano, prese servizio con la Eastern Fleet a Kilindini, in Kenya. Dopo brevi lavori di manutenzione, salpò diretta a Durban per scortare un convoglio di ritorno in Kenya. Il 18 giugno salpò nuovamente diretta a Colombo, sull'isola di Ceylon, venendo quindi assegnata alla base principale della flotta a Trincomalee. Nei mesi estivi prese parte a pattugliamenti nell'Oceano Indiano e a esercitazioni con altre unità della flotta, oltre a scortare convogli britannici e statunitensi. Dopo un breve trasferimento a Bombay nei primi giorni di novembre, tornò alla base di Trincomalee, dove rimase fino all'inizio del 1944.
Nel mese di febbraio del nuovo anno entrò in cantiere a Simon's Town per un raddobbo, ricevendo durante i lavori anche due ulteriori mitragliere da 20 mm antiaeree per la difesa a corto raggio. Tornata in servizio a metà aprile, venne impiegata con compiti di scorta e in esercitazioni fino al 6 maggio, quando insieme alla "Forza 65", composta dalle navi da battaglia Queen Elizabeth e Valiant, dalla francese Richelieu, dall'incrociatore olandese Tromop e da sei cacciatorpediniere, alcuni dei quali appartenenti alla Royal Australian Navy, venne utilizzata per scortare le portaerei Illustrious e USS Saratoga, impegnate nel bombardamento di Surabaya. Dopo il completamento della missione, il 27 maggio, ritornò a Ceylon. In questo periodo divenne evidente la scarsità di petroliere di rifornimento britanniche, che risultò in un rallentamento delle operazioni. Dal 19 giugno prese parte al bombardamento delle isole Andamane, denominato Operazione Pedal ed effettuato dalla sola Illustrious. Dal 4 luglio trasferì 100 soldati indiani sull'atollo di Addu. Dal 22 luglio prese parte al bombardamento di Sabang, effettuato sia dagli aerei imbarcati che dalle navi di scorta. Il 25 attaccò la stazione radio sull'isola di Pulo We, in cui ingaggiò anche le batterie costiere giapponesi.
In agosto scortò la nave da battaglia Howe nell'ultimo tratto della navigazione fino a Colombo. L'unità era in trasferimento in Estremo Oriente in vista della formazione della British Pacific Fleet. Durante le operazioni statunitensi in Nuova Guinea, partecipò dal 19 agosto a un'operazione diversiva di bombardamento a Padang e Emmerhaven. Dal 14 settembre venne impiegata in una nuova missione di bombardamento, i cui obiettivi erano l'isola di Sumatra e la ferrovia a Sigli. Dal 25 settembre venne invece impiegata nella scorta alla nave appoggio sottomarini Maidstone in trasferimento a Fremantle, dove giunse il 3 ottobre.

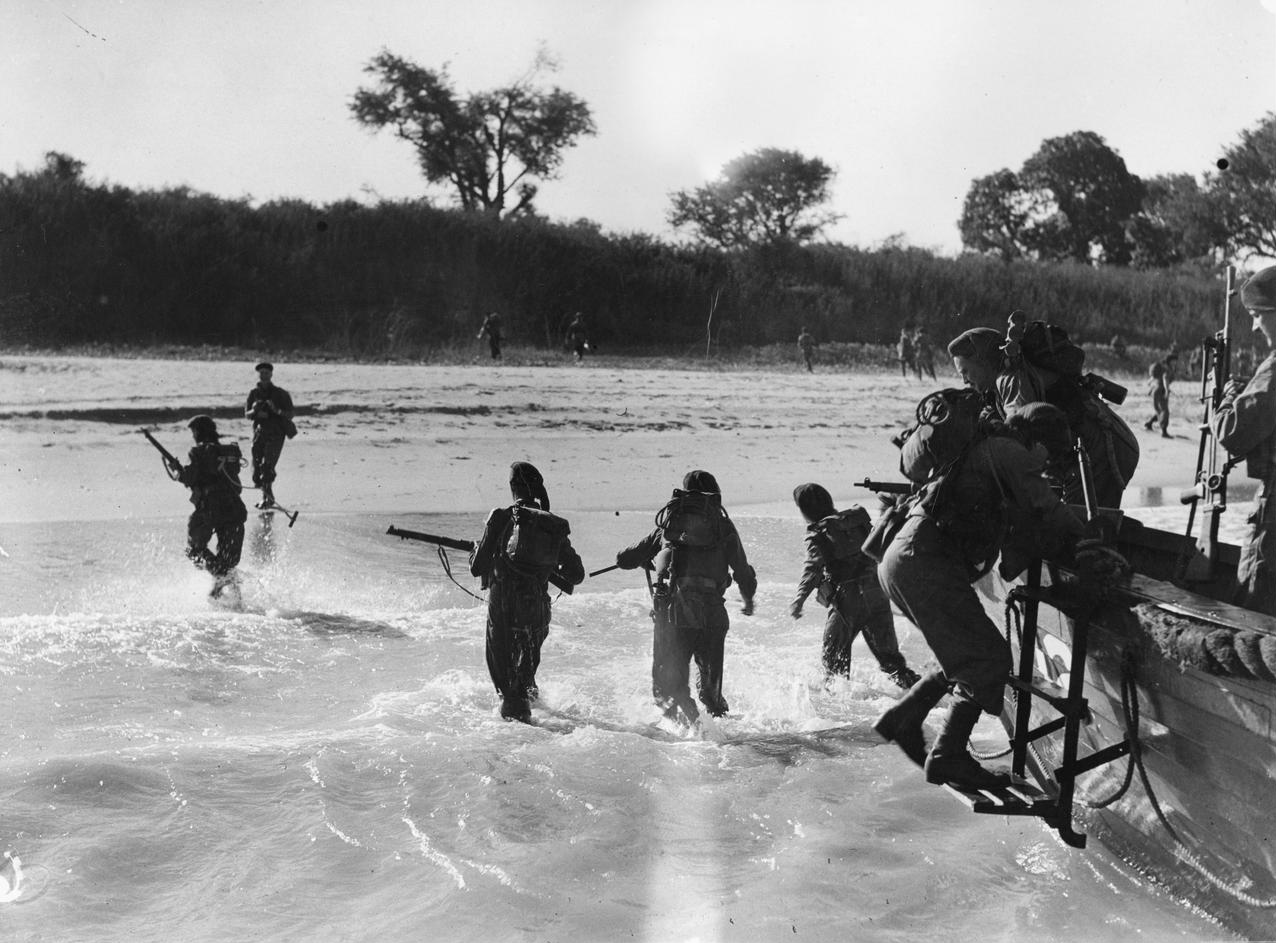
Sbarco dei Royal Marines imbarcati sulla Kenya sulla spiaggia di Cheduba, a Burma, nel gennaio 1945

Dopo una nuova missione di scorta, entrò in cantiere a Colombo, rimanendovi dino all'8 novembre. Con la nascita della Pacific Fleet la Kenya venne riassegnata al 5º Squadrone incrociatori della Easter Fleet. Nel mese di dicembre scortò il Comandante in Capo della flotta in visita alle basi avanzate a Burma, rientrando quindi a Calcutta il 20 del mese. Dal 5 gennaio 1945 prese parte ad esercitazioni di sbarco effettuate da Royal Marines imbarcati. Completati i preparativi, dal 26 appoggiò gli sbarchi sull'isola di Cheduba, appoggiando due giorni dopo gli sbarchi a Ramree. Completata l'operazione, il 31 gennaio riprese a bordo i Royal Marines facendo rotta per Ceylon. Dal 22 febbraio prese parte a una missione di ricognizione aerea nel Mare delle Andamane insieme alle portaerei di scorta Empress e Ameer, oltre a tre cacciatorpediniere e tre fregate. Il 1º marzo il gruppo navale venne fatto oggetto di attacchi aerei, respinti dai velivoli imbarcati. Due settimane dopo fornì appoggio agli sbarchi sull'isola di Letpan, completati i quali venne deciso il ritorno dell'unità in patria via Durban e il Capo di Buona Speranza. Il 23 aprile salpò quindi dal Sudafrica dopo aver imbarcato un carico d'oro, arrivando a Sheerness il 13 maggio seguente, cinque giorni dopo la fine della guerra in Europa.
La nave venne quindi preparata per un lungo ciclo di lavori nei cantieri di Chatham, per i quali vennero sbarcate tutte le munizioni di bordo. Il 6 giugno la nave entrò quindi in cantiere, dove rimase fino all'aprile del 1946. Durante i lavori le mitragliere antiaeree da 20 mm vennero sostituite con cannoni da 40 mm Bofors.

### Il dopoguerra
Tornata in servizio, dopo alcuni mesi di permanenza a Malta, venne assegnata all'8º Squadrone incrociatori di stanza alle Bermuda, dove giunse nel mese di dicembre. Durante il 1947 l'unità venne impiegata in una serie di crociere e missioni di addestramento congiunte, toccando l'Honduras, Cuba, Repubblica Dominicana, Haiti, Porto Rico e Brasile. In seguito visitò anche l'Alaska, la costa est degli Stati Uniti e il Messico. In ottobre, al ritorno a Bermuda, venne deciso il trasferimento della nave in riserva all'interno del programma di riduzione della flotta in servizio attivo. Giunta a Chatham in novembre, la nave rimase inattiva fino ai primi mesi del 1949, quando venne sottoposta ad un ciclo di lavori prima di tornare in servizio attivo per sostituire la London in Estremo Oriente. Salpata in ottobre, passò il natale a Malta per poi imbarcare a Suez Ernest Bevin, segretario per gli Affari Esteri diretto a Ceylon per una conferenza di ministri del Commonwealth. I primi mesi del 1950 vennero impiegati in esercitazioni e visite a Singapore e Hong Kong. Lo scoppio della guerra di Corea costrinse la Royal Navy a inviare una forza navale nella zona per partecipare alle operazioni delle Nazioni Unite, composta, oltre che dalla Kenya stessa, dagli incrociatori leggeri Belfast e Jamaica. Da luglio le unità, basate a Sasebo, in Giappone, parteciparono a missioni di pattugliamento delle acque coreane, appoggiando anche gli sbarchi a Inchon nel mese di settembre. Alla fine dell'anno partecipò all'evacuazione delle truppe sudcoreane dalla penisola di Chinnampo.
Nel gennaio 1951 appoggiò l'evacuazione da Inchon, mentre in marzo venne impiegata nel Mar Giallo bombardando le posizioni nordcoreane in appoggio alle truppe di terra. Spesso la nave venne utilizzata come base per brevi raid dietro le linee nemiche per ottenere informazioni su possibili obiettivi. Dopo un turno di riposo in giugno, venne impiegata nuovamente nei bombardamenti di Wŏnsan, sulla costa est della Corea. In agosto la Kenya venne quindi ritirata dalla zona di operazioni per lavori di raddobbo a Singapore, venendo sostituita dalla Mauritius. All'inizio del 1952, dopo aver visitato l'India e il Pakistan, era previsto che l'unità scortasse il Re Giorgio VI in una visita a varie nazioni del Commonwealth, ma alla morte del sovrano, la nave tornò a Ceylon. Dopo una serie di visite alle isole Nicobare e Andamane, prese parte ad un'esercitazione della SEATO. Dopo una crociera lungo la costa africana, venne trasferita presso la Mediterranean Fleet in ottobre, prendendo parte il 22 dicembre seguente alle operazioni di soccorso al mercantile SS Champollion arenatosi al largo di Beirut. Tornata a Portsmouth il 23 febbraio 1953, venne nuovamente trasferita in riserva a Rosyth.
L'unità venne nuovamente richiamata in servizio nell'agosto 1955, venendo assegnata nuovamente alle isole Bermuda, dove partecipò ad un'esercitazione congiunta con la US Navy. In seguito squadre dell'equipaggio della nave aiutarono il governo dell'isola a mantenere l'ordine pubblico in seguito a forti proteste scoppiate nel paese. Nei primi mesi dell'anno successivo fece visita a numerosi porti degli Stati Uniti orientali, venendo poi trasferita presso la South Atlantic Station, dove rimase fino al mese di luglio, quando venne deciso un suo ulteriore trasferimento nel Mediterraneo per sostituire la Birmingham come ammiraglia della flotta. Durante il viaggio di trasferimento avvenne la nazionalizzazione del canale di Suez da parte dell'Egitto, che costrinse la nave a rimanere a Aden, in attesa di una risposta da parte del Regno Unito. Dislocata nel Golfo Persico, rinforzò le guarnigioni di Durban e in Bahrein. Nonostante l'azione di sbarco pianificata a Suez, il 16 ottobre l'unità ricevette l'ordine di tornare in patria passando per Città del Capo. Il 19 novembre venne deciso l'inquadramento della nave nella Home Fleet dopo di che l'unità entrò in cantiere per lavori di modernizzazione.
Nel 1957 prese parte ad esercitazioni congiunte con la Mediterranean Fleet, visitando in seguito Lisbona e la Turchia, prendendo quindi parte ad esercitazioni NATO. Tra agosto e settembre visitò la Sicilia e vari porti dell'Adriatico, entrando poi in cantiere a Malta per lavori che si prolungarono fino alla fine dell'anno. Dopo ulteriori missioni di addestramento nel Mediterraneo e nel Mare del Nord, la Kenya venne ritirata dal servizio attivo per l'ultima volta il 24 luglio 1958. Fino al 1961 la nave rimase in riserva, venendo spogliata di tutti i materiali e le attrezzature riutilizzabili su altre unità. Venduta alla BISCO per la demolizione, la nave giunse a Faslane, presso gli stabilimenti della Shipbreaking Industries, il 29 ottobre 1962.